# 34328 Jackalbright
34328 Jackalbright è un asteroide della fascia principale. Scoperto nel 2000, presenta un'orbita caratterizzata da un semiasse maggiore pari a 2,7418648 au e da un'eccentricità di 0,0748231, inclinata di 4,39398° rispetto all'eclittica.